# Xyris exilis
Xyris exilis är en gräsväxtart som beskrevs av Doust och B.J.Conn. Xyris exilis ingår i släktet Xyris och familjen Xyridaceae. Inga underarter finns listade i Catalogue of Life.